# Université de Tama
L’Université de Tama (多摩大学, Tama daigaku) est une université privée de Tama dans la métropole de Tokyo, Japon, créée en 1989.